# Fred Alan Wolf
Fred Alan Wolf, född den 3 december 1934, är en amerikansk teoretisk fysiker med kvantfysik och relationen mellan fysik och medvetande som specialområde. Wolf är en före detta professor vid San Diego State University och har medverkat på Discovery Channel för att popularisera vetenskap. Han är författare till ett flertal böcker, bland annat Taking the Quantum Leap (1981), The Dreaming Universe (1994), Mind into Matter (2000) och Time Loops and Space Twists (2011). Under karriären har han undervisat vid San Diego State University,  Paris universitet, Hebrew University of Jerusalem, University of London och Birkbeck College, London.

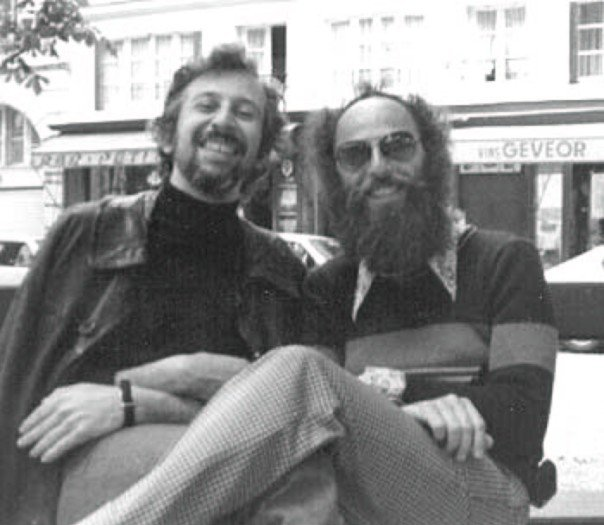
Fred Alan Wolf med fysikern Jack Sarfatti (till vänster) i Paris, 1973

## Böcker och filmer
Böcker
- Taking the Quantum Leap: The New Physics for Nonscientists (September 1981) Harper Perennial (Revised edition January 25, 1989) ISBN 0-06-096310-7, ISBN 978-0-06-096310-1
- Space-Time and Beyond (1982, with Bob Toben and Jack Sarfatti) Paperback by Bantam; (July 1, 1983) ISBN 0-553-26656-X, ISBN 978-0-553-26656-6
- Star Wave: Mind, Consciousness and Quantum Physics (1984) Harper Perennial (Revised edition January 25, 1989) ISBN 0-06-096310-7, ISBN 978-0-06-096310-1
- Mind and the New Physics (1985) Heinemann ISBN 0-434-87770-0, ISBN 978-0-434-87770-6
- The Body Quantum: The New Physics of Body, Mind and Health (1986) Macmillan Pub Co ISBN 0-02-630890-8, ISBN 978-0-02-630890-8
- Parallel Universes: The Search for Other Worlds (1988) Simon & Schuster (Reprint edition February 15, 1990) ISBN 0-671-69601-7, ISBN 978-0-671-69601-6
- The Eagle's Quest: A Physicist's Search for Truth in the Heart of the Shamanic World (1991) Touchstone (Reprint edition November 1, 1992) ISBN 0-671-79291-1, ISBN 978-0-671-79291-6
- The Dreaming Universe : A Mind-Expanding Journey Into the Realm Where Psyche and Physics Meet (1994) Simon & Schuster ISBN 0-671-74946-3, ISBN 978-0-671-74946-0
- The Spiritual Universe: One Physicists Vision of Spirit, Soul, Matter, and Self (1996) Published by Simon & Schuster. (Moment Point Press; 2Rev Ed edition October 1, 1998) ISBN 0-9661327-1-8, ISBN 978-0-9661327-1-7[3]
- Mind into Matter: A New Alchemy of Science and Spirit (2000) Moment Point Press ISBN 0-9661327-6-9, ISBN 978-0-9661327-6-2
- Matter Into Feeling: A New Alchemy of Science and Spirit (2002) Moment Point Press ISBN 1-930491-00-X, 9781930491007
- The Yoga of Time Travel: How the Mind Can Defeat Time (2004) Quest Books ISBN 0-8356-0828-X, ISBN 978-0-8356-0828-2[4]
- The Little Book of BLEEPS by William Arntz and Betsy Chasse (November 2004) (Wolf contributor/interviewed) Captured Light Distribution ISBN 0-9761074-0-6, ISBN 978-0-9761074-0-8
- Dr. Quantum's Little Book of Big Ideas: Where Science Meets Spirit (2005) Moment Point Press ISBN 1-930491-08-5, ISBN 978-1-930491-08-3
- What the BLEEP Do We Know!? - Discovering the Endless Possibilities For Altering Your Everyday Reality by William Arntz, Betsy Chasse & Mark Vincente (November 1, 2005) (Wolf contributor/interviewed) HCI ISBN 0-7573-0334-X, ISBN 978-0-7573-0334-0
- Dr. Quantum in the Grandfather Paradox (with Etan Boritzer) (2007) Elora Media ISBN 0-9786813-3-9, ISBN 978-0-9786813-3-3
- Time Loops and Space Twists (2010) Hierophant Publishing ISBN 978-0-9818771-3-6

Filmer
- What the#$*! Do We Know!? (2004) Lord of the Wind Films, LLC
- What the BLEEP – Down the Rabbit Hole - Quantum Edition Multi-Disc DVD Set (2006) Lord of the Wind Films, LLC
- The Secret (2006) Prime Time Productions
- Dalai Lama Renaissance (2007) Wakan Films
- Spirit Space (2008) WireWerks Digital Media Productions
- Rabbit Hole (film) (2010). Wolf's name is visible on a book on parallel universes, an important concept in the film.

Audio
- Dr. Quantum Presents: A User's Guide To Your Universe (2005) Sounds True Audio CD (ISBN 978-1591793489)
- Dr. Quantum Presents: Meet the Real Creator—You! (2005) Sounds True Audio CD (ISBN 978-1-59179-380-9)
- Dr. Quantum Presents: Do-It-Yourself Time Travel (2008) Sounds True Audio CD (ISBN 978-1-59179-946-7)